# Tulostoma fimbriatum
Tulostoma fimbriatum es una especie de hongo del género Tulostoma, de la familia Agaricaceae, orden Agaricales. Fue descrita por Elias Magnus Fries.

## Distribución
Se distribuye por Europa, América del Norte y Asia.

## Descripción
El saco de esporas suele ser subgloboso de 10 a 15 milímetros (0,4 a 0,6 plg) de ancho. El exoperidio es de color grisáceo. El endoperidio suele ser de grisáceo a ocráceo pálido, duro, con boca plana o ligeramente, sedosa o fimbriada y de contorno más o menos irregular. El capilicio suele ser ligeramente ensanchado en los escasos septos.
Los cuerpos fructíferos tienen un tallo acanalado de 3 a 8 centímetros (1,2 a 3,1 plg) de alto y hasta 3 milímetros (0,1 plg) de ancho con escamas marrones adheridas. El cuerpo fructífero real (saco de esporas) es esférico y mide de 0,6 a 1 centímetro (0,2 a 0,4 plg) de diámetro. La endoperidio es de color grisáceo a blanquecino, a veces metálico brillante. Es liso, pero a menudo está marcado por la arena adherida. Además, la parte inferior del cabecero suele tener incrustaciones de tierra y partículas de arena. El ciliado tiene una abertura cónica y plana del endoperidio. La abertura puede tener una ligera forma de pezón y estar finamente dentada cuando sea mayor. La gleba es de color ocre a marrón claro o color óxido.
La especie tiene esporas claramente verrugosas, de color marrón claro, esféricos y de 4.3 a 5.7 µm × 4 a 5.1 µm de tamaño. Bajo el microscopio electrónico, la ornamentación parece espesa y desigual con verrugas adyacentes que están mal conectadas entre sí. El capilicio es de hialino a ligeramente amarillento, ramificado y ligeramente septado, pero no hinchado. Los hilos tienen de 3.5 a 7 µm de espesor, están ramificados y tienen paredes gruesas.
Tiene similitud con Tulostoma brumale, pero tiene una boca alargada y claramente en forma de pezón. Microscópicamente se diferencia en que los tabiques de su capilicio están notablemente engrosados como nódulos. Si el tallo está enterrado, a primera vista también se puede confundir con una bovista pequeña como la Bovista pumila.